# Benazir Bhutto International Airport

i8
i11
i13
Der Islamabad International Airport (IATA-Code: ISB, ICAO-Code: OPRN) ist der zweitgrößte Flughafen von Pakistan. Er wurde 2018 eröffnet.
Sein Vorgänger, der Benazir Bhutto International Airport, wurde 1930 als Flughafen Chaklala eröffnet. Er war zuletzt benannt nach der 2007 bei einem Attentat getöteten ehemaligen Premierministerin von Pakistan und Oppositionsführerin Benazir Bhutto.
Er wurde 2018 für den zivilen Verkehr geschlossen und wird militärisch als PAF Base Nur Khan weiter betrieben.
In diesem Artikel werden beide Flughäfen dargestellt.

## Alter Flughafen Benazir Bhutto

### Lage und Anfahrt
Der früher auch Chaklala Airbase genannte Flughafen liegt acht km südsüdwestlich der Stadt Islamabad und drei km östlich von Rawalpindi.
Mit dem Pkw ist der Flughafen unter anderem über den Islamabad Highway zu erreichen.

### Navigationshilfen
Der Tower (TWR) sendet und empfängt auf der Frequenz: 123,7 MHz. Der Flughafen verfügt über verschiedene Navigationshilfen.
Die Start- und Landebahn 12/30 verfügt über ein Instrumentenlandesystem (ILS).
Das ungerichtete Funkfeuer (NDB) sendet auf der Frequenz: 344 kHz mit der Kennung: RN. Das Drehfunkfeuer (VOR) sendet auf Frequenz: 112,1 MHz mit der Kennung: RN. Ein Distance Measuring Equipment (DME) ist vorhanden.

### Zwischenfälle
- Am 29. Januar 1959 stürzte eine Bristol 170 Freighter Mk. 31M der Pakistan Air Force (Luftfahrzeugkennzeichen S4426) kurz nach dem Start vom Flughafen Rawalpindi bei Chakala ab. Alle 7 Insassen, drei Besatzungsmitglieder und vier Passagiere, kamen ums Leben.[3][4]

- Am 18. Mai 1959 verunglückte eine Vickers Viscount 815 der Pakistan International Airlines (PIA) (AP-AJC) bei der Landung auf dem  Flughafen Islamabad. Der Kapitän versuchte, das Flugzeug am Landebahnende mit viel zu hoher Geschwindigkeit seitlich von der Bahn zu steuern. Das Fahrwerk brach zusammen, eine Tragfläche brach ebenfalls. Trotzdem überlebten alle 43 Insassen. Das erst vier Monate alte Flugzeug wurde irreparabel beschädigt.[5]

- Am 26. Juni 1962 verunglückte eine Bristol 170 Freighter Mk. 31M der Pakistan Air Force (S4414) nahe dem Flughafen Rawalpindi auf einem Trainingsflug. Alle 3 Besatzungsmitglieder, die einzigen Insassen auf dem Trainingsflug, kamen ums Leben.[6][7]

- Am 6. August 1970 stürzte eine Fokker F-27-200 Friendship der Pakistan International Airlines (AP-ALM) 3 Minuten nach dem Start vom Flughafen Rawalpindi ab. Das Wetter war zum Unfallzeitpunkt sehr schlecht und gekennzeichnet durch Gewitter, Starkregen und böigen Wind. Alle 30 Insassen, vier Besatzungsmitglieder und 26 Passagiere, kamen ums Leben.[8]

- Am 28. Juli 2010 kamen alle 152 Personen an Bord eines Airbus A321 der Fluggesellschaft Airblue (AP-BJB) beim Anflug auf Islamabad ums Leben. Der Airbus, vom Flughafen Karachi kommend, wurde 14 km nordwestlich des Benazir Bhutto Flughafens in die Margalla Hills geflogen. Ursache war das Fliegen eines „selbstgestrickten“ Anflugverfahrens durch den Kapitän unterhalb der Mindesthöhe. Er reagierte dabei weder auf Hinweise des Ersten Offiziers noch auf insgesamt 21 Warnungen des Bodenwarngeräts EGPWS (siehe auch Airblue-Flug 202).[9]

- Am 20. April 2012 kamen alle 127 Personen an Bord einer Boeing 737-200 der Fluggesellschaft Bhoja Air (AP-BKC) beim Landeanflug auf Islamabad ums Leben. Die Boeing, vom Flughafen Karachi kommend, flog während eines Gewitters vier km vor dem Flughafen im Endanflug auf die Landebahn 30 fast ohne jegliche Reaktion der Piloten in den Boden und zerbrach (siehe auch Bhoja-Air-Flug 213).[10]

## Neuer Flughafen

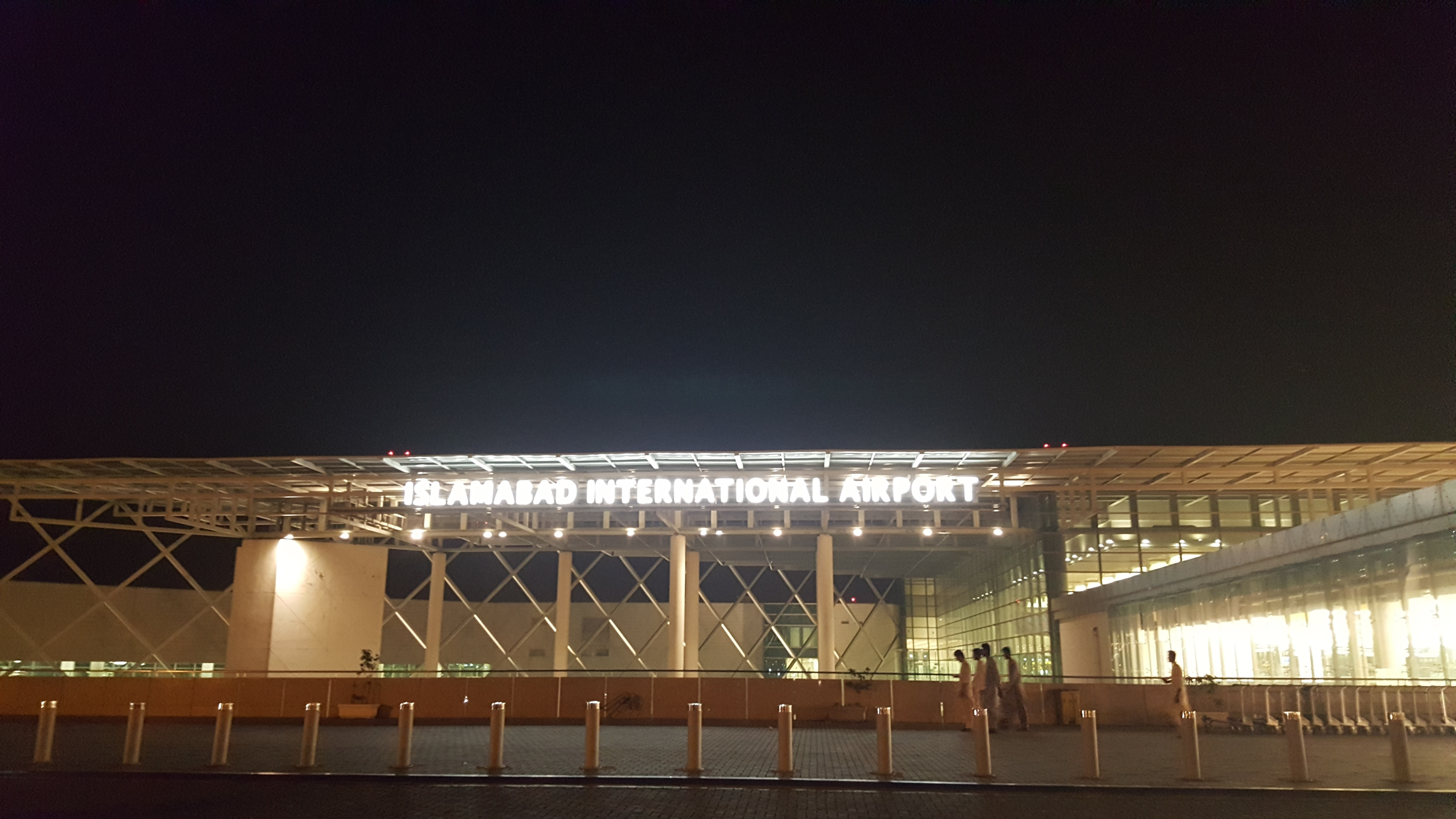
Islamabad International Airport

Ein neuer Flughafen wurde am 1. Mai 2018 eröffnet und nahm am 3. Mai 2018 offiziell den Betrieb auf. Das neue Terminalgebäude befindet sich 20 km entfernt von Islamabad und Rawalpindi. Das Flughafengebäude umfasst 15 Gates und 15 Remote-Gates und 42 Schalter für die Passkontrolle. Des Weiteren stehen sieben Check-In-Zonen und insgesamt 112 Check-In Schalter zur Verfügung. Der Flughafen hat zwei Terminals, unterteilt in Inlandsflüge (Domestic) und internationale Flüge (International). Vor allem die nördlichen Touristenregionen Gilgit und Skardu werden täglich bedient. Flächenmäßig betrachtet ist dieser Flughafen der größte von Pakistan. Im Mai 2018 erhielt der neue Flughafen den ICAO-Code OPIS und der IATA-Flughafencode ISB wurde vom Flughafen Benazir Bhutto zum neuen Flughafen übertragen. Weiterhin wurde der Flughafen zu Islamabad International Airport benannt. Demzufolge wurde der zivile Linienflugbetrieb am Flughafen Benazir Bhutto eingestellt; der Flugplatz wurde schließlich komplett der Pakistan Air Force übergeben und erhielt den Namen Chaklala Airbase/PAF Base Nur Khan. Hierbei ist anzumerken, dass sich zuvor die zivile und die militärische Luftfahrt den Flugplatz geteilt hatten.